# 特別秘書
特別秘書（とくべつひしょ）は、地方公共団体の長や議会の議長等の秘書業務を専任して行う特別職の地方公務員である。

## 概要
根拠法は地方公務員法第3条。『地方公共団体の長、議会の議長その他地方公共団体の機関の長の秘書の職』のうち、条例で指定するものを特別職とすることができ、これを一般に特別秘書と呼ぶ。
定員及び特別秘書を付けられる職は条例により任意に決められる。選任に当たって、副知事や副市町村長とは異なり議会の同意は不要であり、長の任意による。
2021年3月時点で24都道府県で特別秘書に関する条例が制定されており、11都県で実際に特別秘書を置いている。
特別職であるため、地方公務員法の制約を受けずに職務を遂行することができるというメリットがある。特別秘書の仕事として、長の仕事の調整、地方公共団体のプロジェクトである企業誘致のための情報収集、地方公共団体の区域内である地域から選出された国会議員や地方公共団体の議会の議員との連絡役、「政務」と呼ばれる長の政治関係の仕事などが挙げられている。
一方で特別秘書の設置自体に疑義を呈されることもある。大阪市では2012年から2015年12月まで勤務していた市長特別秘書の奥下剛光について橋下徹市長による任命が不適切であり特別秘書業務の実体がなかったとして、給与や賞与など計約2200万円を本人に返還させる住民訴訟になるも、2016年6月8日に大阪地裁は「市長の裁量権の範囲内」と市長任命の違法性を否定した上で、「自らの人脈を活用し、中央省庁や政党との連絡調整に従事していた」と認定し、市に給与の支払い義務があったとして住民の請求を棄却した。
なお、長には特別秘書の有無にかかわらず、一般職地方公務員の秘書かそれに準ずる役割を持つ部署を持つのが普通である。

## 特別秘書の例
| 都道府県 | 役職                     | 人数    | 条例                                             |
| -------- | ------------------------ | ------- | ------------------------------------------------ |
| 北海道   | 北海道知事特別秘書       | 1人     | 特別職の指定に関する条例                         |
| 北海道   | 北海道議会議長特別秘書   | 1人     | 特別職の指定に関する条例                         |
| 岩手県   | 岩手県知事特別秘書       | 1人     | 特別職の指定に関する条例                         |
| 岩手県   | 岩手県議会議長特別秘書   | 1人     | 特別職の指定に関する条例                         |
| 福島県   | 福島県知事特別秘書       | 1人     | 特別職の指定に関する条例                         |
| 茨城県   | 茨城県知事特別秘書       | 1人     | 特別職の秘書の職の指定及び定数に関する条例       |
| 栃木県   | 栃木県知事特別秘書       | 1人     | 特別職の指定に関する条例                         |
| 埼玉県   | 埼玉県知事特別秘書       | 1人     | 特別職の指定に関する条例                         |
| 埼玉県   | 埼玉県議会議長特別秘書   | 1人     | 特別職の指定に関する条例                         |
| 千葉県   | 千葉県知事特別秘書       | 1人     | 特別職の指定に関する条例                         |
| 千葉県   | 千葉県議会議長特別秘書   | 1人     | 特別職の指定に関する条例                         |
| 東京都   | 東京都知事特別秘書       | 2人以内 | 特別職の指定に関する条例                         |
| 東京都   | 東京都議会議長特別秘書   | 2人以内 | 特別職の指定に関する条例                         |
| 新潟県   | 新潟県知事特別秘書       | 1人     | 新潟県知事の秘書の職の指定に関する条例           |
| 石川県   | 石川県知事特別秘書       | 1人     | 特別職の指定に関する条例                         |
| 山梨県   | 山梨県知事特別秘書       | 2人     | 山梨県特別職の秘書の職の指定等に関する条例       |
| 長野県   | 長野県知事特別秘書       | 1人     | 特別職の指定に関する条例                         |
| 長野県   | 長野県議会議長特別秘書   | 1人     | 特別職の指定に関する条例                         |
| 愛知県   | 愛知県知事特別秘書       | 1人     | 特別職の指定に関する条例                         |
| 愛知県   | 愛知県議会議長特別秘書   | 1人     | 特別職の指定に関する条例                         |
| 大阪府   | 大阪府知事特別秘書       | 2人以内 | 特別職の秘書の職の指定等に関する条例             |
| 奈良県   | 奈良県知事特別秘書       | 4人以内 | 特別職の指定に関する条例                         |
| 奈良県   | 奈良県議会議長特別秘書   | 1人     | 特別職の指定に関する条例                         |
| 和歌山県 | 和歌山県知事特別秘書     | 1人     | 特別職の指定に関する条例                         |
| 和歌山県 | 和歌山県議会議長特別秘書 | 1人     | 特別職の指定に関する条例                         |
| 島根県   | 島根県知事特別秘書       | 1人     | 特別職の指定に関する条例                         |
| 島根県   | 島根県議会議長特別秘書   | 1人     | 特別職の指定に関する条例                         |
| 岡山県   | 岡山県知事特別秘書       | 2人     | 特別職の秘書の指定及び定数に関する条例           |
| 福岡県   | 福岡県知事政策監         | 1人     | 特別職の指定等に関する条例                       |
| 佐賀県   | 佐賀県知事特別秘書       | 1人     | 特別職の指定に関する条例                         |
| 佐賀県   | 佐賀県議会議長特別秘書   | 1人     | 特別職の指定に関する条例                         |
| 熊本県   | 熊本県知事特別秘書       | 1人     | 熊本県特別職の指定に関する条例                   |
| 熊本県   | 熊本県議会議長特別秘書   | 1人     | 熊本県特別職の指定に関する条例                   |
| 大分県   | 大分県知事特別秘書       | 1人     | 特別職の秘書の指定に関する条例                   |
| 大分県   | 大分県議会議長特別秘書   | 1人     | 特別職の秘書の指定に関する条例                   |
| 鹿児島県 | 鹿児島県知事特別秘書     | 1人     | 特別職の指定に関する条例                         |
| 鹿児島県 | 鹿児島県議会議長特別秘書 | 1人     | 特別職の指定に関する条例                         |
| 沖縄県   | 沖縄県知事特別秘書       | 1人     | 沖縄県特別職の秘書の職の指定及び定数に関する条例 |